# 西山堇菜
西山堇菜（学名：Viola hancockii）为堇菜科堇菜属的植物，为中国的特有植物。分布于中国大陆的山东、河北等地，一般生长在林缘、阴坡阔叶林下及山村近水沟边，目前尚未由人工引种栽培。